# 토니 프리셀
토니 프리셀(Toni Frissell, 1907년 3월 10일~1988년 4월 17일)은 미국의 사진가이다.